# For the Glory
For the Glory (pełna nazwa For the Glory: A Europa Universalis Game) – komputerowa gra strategiczna wyprodukowana przez studio Crystal Empire Games, stanowiąca oficjalną modyfikację gry komputerowej Europa Universalis II. Została wydana w ramach dystrybucji cyfrowej w 2009 roku przez wytwórnię Paradox Interactive. For the Glory jest osadzona w okresie historycznym 1399–1836 i pozwala graczowi na zarządzanie wybranym państwem, rozbudowując je poprzez aktywne działanie w handlu i dyplomacji, prowadzenie wojen i kolonizację odkrytych terenów.
For the Glory jest w dużej mierze oparta na modelu rozgrywki prezentowanym przez Europę Universalis II, wprowadzając do niego nieznaczne poprawki. Interfejs gry został dostosowany do możliwości ówczesnych jej komputerów, jak również przejął usprawnienia znane z gry Paradoksu Europa Universalis III (system powiadomień oraz walki). For the Glory dla zwiększenia wiarygodności rozgrywki w stosunku do pierwowzoru wprowadziła liczne wydarzenia historyczne, częściowo zapożyczone z fanowskiej modyfikacji Alternative Grand Campaign / Event Exchange Project (AGCEEP).
Dzieło Crystal Empire Games nie wzbudziło entuzjastycznej reakcji krytyków, głównie ze względu na przestarzały interfejs graficzny oraz niestabilne działanie trybu gry wieloosobowej. Część recenzentów doceniła jednak odświeżenie gry z 2001 roku i uczynienie jej przystępniejszą dla użytkownika.

## Rozgrywka
For the Glory nie odstępuje zasadniczo w kwestii mechaniki gry od swojego pierwowzoru, Europy Universalis II. Jest to gra strategiczna, w której gracz może zarządzać wybranym państwem historycznym z zakresu lat 1399–1836. Wybór danego państwa może nastąpić w ramach jednego z kilkunastu scenariuszy rozpoczynających się w odgórnie wyznaczonym roku. Sama rozgrywka ma miejsce na dwuwymiarowej mapie podzielonej na pola morskie i prowincje, a wszelkie obiekty usytuowane na niej animowane są za pomocą sprite’ów.
For the Glory obejmuje swoim rozmiarem wszelkie aspekty zarządzania państwem w skali makro. Gracz ma do dyspozycji głowę państwa (monarchę lub republikanina) oznaczonego współczynnikami administracji, dyplomacji i zdolności militarnych, co wpływa na skuteczność zarządzania państwem. Sporą rolę odgrywa w grze czynnik gospodarczy – wysyłanie kupców do tak zwanych centrów handlu powoduje zwiększenie wpływów do budżetu państwa. Również za sprawą bicia monet (powodującego wzrost cen) oraz pożyczek gracz może pozyskać środki do prowadzenia dyplomacji i wojen.
Sprawna działalność dyplomatyczna pozwala graczowi na uzyskanie lepszej pozycji na arenie międzynarodowej. Poprzez zawieranie oficjalnych powiązań międzypaństwowych, zwanych królewskimi mariażami, możliwe jest na przykład uzależnianie innych państw od własnego i ich anektowanie. Sporą wagę posiadają w For the Glory sojusze międzypaństwowe, za sprawą których utrzymywana jest równowaga sił w danym rejonie. Wywołanie wojny bez powołania się na casus belli skutkuje stosowną reakcją innych państw pragnących powstrzymać agresora.
Sama wojna polega na wysyłaniu swoich sił zbrojnych do prowincji posiadanych przez wrogą nację. W przypadku, gdy dwie przeciwne nacje spotkają się w jednej prowincji, dochodzi do bitwy. W przypadku zwycięstwa agresor oblega ufortyfikowany garnizon wroga do chwili, gdy ten się podda albo zostanie uratowany przez odsiecz. Zajęcie danej prowincji nie jest jednak jednoznaczne z uzyskaniem nad nią panowania. Dopiero po zakończonych powodzeniem negocjacjach pokojowych możliwe jest otrzymanie należnej kontrybucji bądź zajętej prowincji na własność.
Sam interfejs For the Glory został zmodernizowany na potrzeby rozgrywki. Pojawił się istniejący wcześniej w Europie Universalis III system powiadomień, za sprawą którego gracz dowiaduje się na przykład o możliwej budowie usprawnień dla danych prowincji. Oprócz tego zmodyfikowany został system walki, przyznający dodatkowe kary siłom zbrojnym za starcia w nieodpowiednich dla nich warunkach, ale również zmniejszający ich zużycie w prowincjach sojuszniczych. Do podstawowej wersji For The Glory dołączone zostały dwie fanowskie modyfikacje: Alternative Grand Campaign / Event Exchange Project (AGCEEP) oraz Age of Timur – ta druga pozwala graczom na dokonywanie podbojów w ramach państwa Timurydów.

## Produkcja
For the Glory powstała w wyniku działań grupy użytkowników odpowiedzialnych za modyfikację AGCEEP do Europy Universalis II. Byli oni niezadowoleni ze zmian, jakie uczyniła kolejna część serii, Europa Universalis III, ze względu na ignorowanie przez nią realiów historycznych i oddanie graczom zbyt dużej swobody w stanowieniu o losach państw. W 2008 roku założyli studio Crystal Empire Games w celu stworzenia własnej gry na bazie Europy Universalis II, którą nazwali For the Glory. Na podstawie AGCEEP opracowali listę około 10 000 wydarzeń historycznych, które pojawiają się w grze. Całość procesu produkcyjnego odbyła się pod kuratelą producenta Johana Anderssona, projektanta Europy Universalis II, który wyraził zadowolenie z istnienia silnej społeczności skupionej wokół gier wytwórni Paradox Interactive.
Głównym programistą For the Glory był Michael Myers. Po przeciętnym odbiorze For the Glory Myers w 2013 roku stworzył pierwszą wersję beta łatki 1.3, która poprawiała stabilność gry, sztuczną inteligencję oraz gotowe scenariusze rozgrywki. W latach 2015–2016, w obliczu braku zainteresowania beta testerów, Myers ogłosił na forum For the Glory plebiscyt, w którym zachęcał do głosowania na propozycje dalszych zmian w wersji beta. W 2017 roku, zamknąwszy głosowanie i ukończywszy studia wyższe, Myers dokonał wstępnych poprawek do bety. W trakcie dalszych prac padł jednak serwer z kodem źródłowym, co uniemożliwiło zupełnie dalszy rozwój projektu. Dopiero w 2021 roku Myers dołączył do forum dyskusyjnego na Discordzie, gdzie – jak się okazało – wciąż gra cieszyła się zainteresowaniem graczy i autorów modyfikacji. Kolejne szlify projektu stały się możliwe; w latach 2022–2023 Myers opracował szereg poprawek, naprawiając błędy w grze wieloosobowej, urozmaicając rodzaje buntowników, dodając nowe kultury i religie, nowe scenariusze historyczne, a także wydłużając czas akcji (pierwotnie 1419–1819) do zakresu lat 1399–1836.

## Odbiór gry
10 listopada 2009 roku For the Glory została opublikowana na platformie dystrybucji cyfrowej Steam. Wzbudziła przy tym zróżnicowane reakcje krytyków. Zdaniem Daniela Shannona, redaktora portalu GameSpot, „For the Glory dostarcza w trybie gry jednoosobowej wielkich doznań, pełnych barw, kultury i historii”. Z kolei Quintin Smith z witryny GamesRadar był dużo bardziej sceptyczny, traktując produkcję bardziej jako program edukacyjny niż pełnoprawną grę. Kompromisową opinię wyraził recenzent Jim Cobb z portalu historycznego Armchair General, opisując dzieło Crystal Empire Games jako „więcej niż wielką łatę, ale mniej niż nową grę”.
Recenzenci najwięcej uwagi poświęcili odświeżonemu interfejsowi For the Glory, który ich zdaniem stał się czytelniejszy dla gracza. Shannon wskazał na to, że jego zdaniem dzięki wprowadzonym w nim zmianom sama gra stała się dużo bardziej przyjazna dla użytkownika i nie wymaga od niego przedzierania się przez liczne okna odpowiedzialne za zarządzanie. W opinii Cobba modyfikacja Europy Universalis II jest jednak nadal wymagająca dla gracza ze względu na liczne zaskakujące wydarzenia. Cobb podsumował swoje rozważania na temat poziomu trudności słowami, iż „zwycięstwo należy do cierpliwego i elastycznego gracza”.
Pochwały wśród krytyków zebrała dołączona do gry modyfikacja AGCEEP, o której Cobb powiedział, iż dodaje do wersji podstawowej „nieco pikanterii i możliwości”. Smith dodał wręcz, że bez niej For the Glory staje się bezużyteczna. Recenzenci narzekali jednak na niestabilność rzeczonej modyfikacji, jak również skarżyli się na skłonność trybu gry wieloosobowej do awarii.